# Patata de Galicia

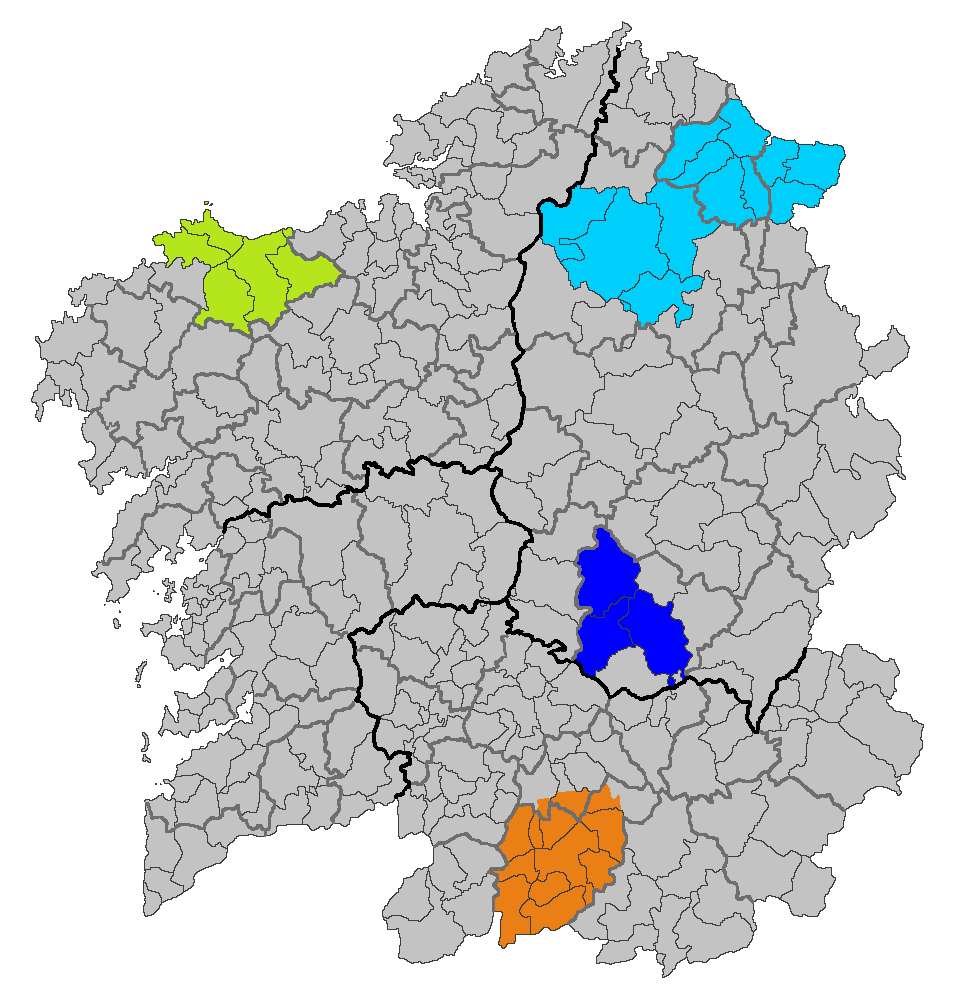
Distribución de las zonas de producción de la IGP Patata de Galicia
Subzona de Bergantiños
Subzona de Terra Chá-A Mariña
Subzona de Lemos
Subzona de Limia

La patata de Galicia (en gallego: Pataca de Galicia) es una indicación geográfica protegida creada para destacar la excelencia de la patata obtenida en Galicia (España) que, reuniendo las características definidas en su reglamento, cumple con todos los requisitos exigidos en este.
El tubérculo definido como Patata de Galicia se corresponde con la especie Solanum  tuberosum, de la variedad cultivada "Kennebec" (llamada así por el río Kennebec), destinada al consumo humano. Esta denominación de origen abarca una superficie agrícola situada anualmente en torno a las 1500-1800 hectáreas de cultivo.
El tercer domingo del mes de septiembre, se celebra la fiesta de la patata en el ayuntamiento coruñés de Coristanco.